# Moirax
Moirax är en kommun i departementet Lot-et-Garonne i regionen Nouvelle-Aquitaine i sydvästra Frankrike. Kommunen ligger i kantonen Laplume som tillhör arrondissementet Agen. År 2022 hade Moirax 1 199 invånare.

## Befolkningsutveckling
Antalet invånare i kommunen Moirax
| Referens: INSEE |